# やんちゃなポニー
やんちゃなポニー (It's Pony)は、アント・ブレーズによって作られたイギリスのテレビアニメシリーズ。 制作はブルーズープロダクションで、アメリカ合衆国では2020年1月18日からニコロデオンで公開された。2020年7月9日、シリーズは全20話で構成される第2シーズンへとリニューアルされた。日本では2022年6月13日よりシーズン1の13話分がAmazon Prime Videoのニコロデオンで配信開始。

## あらすじ
都会に暮らすアニーは、やんちゃな性格をした女の子。アパートのベランダにある農場で両親と働いている。アニーの大好きなペットは、お馬のポニーくん。ポニーと一緒に、楽しい日々を過ごしてゆく。

## キャラクター

### メインキャラクター
- アニー（声：伊瀬茉莉也／ジェシカ・ディ・シコ）[1]
- ポニー（声：赤坂柾之／ジョシュ・ザッカーマン（英語版））[1]
- パパ（声：藤井隼／アブラハム・ベンルービ）[1]
- ママ（声：大井麻利衣／インディア・デ・ボーフォート（英語版））[1]

### サポートメンバー
- フレッド（声：カル・ペン）[1]
- ブライアン（声：室元気／ボビー・モイニハン）[1]
- ミズ・ラミロ（声：ロザリオ・ドーソン）[1]
- ミスター・パンクス（声：マーク・フォイアスタイン）[1]
- ベアトリス（声：メーガン・ヒルティ）[1]

## 制作
このシリーズは、ニコロデオンで毎年恒例となっているアニメ・ショートプログラムの一環として制作された「ポニー」というタイトルの短編に由来している。2018年3月6日には、ニコロデオンの2018年の投資家向けのプレゼンテーションで、正式に全20話からなるシリーズの制作が開始されたことが発表された。2019年12月9日には、このシリーズが2020年1月18日から放送が開始されることが発表され、2019年12月26日にはティザーエピソードがオンラインで公開された。2020年7月9日、同シリーズは全20話からなる第2シーズンに向けてリニューアルされ、2021年初頭に放送が開始された。